# Pristobunus hilus
Pristobunus hilus is een hooiwagen uit de familie Triaenonychidae.